# Ніколаус Ленау
Ні́колаус Лена́у (нім. Nikolaus Lenau, власне Ніколаус Франц Нимбш Едлер фон Штреленау, 13 серпня 1802, Чадат, Банат, Королівство Угорщина в складі Австрійської імперії — 22 серпня 1850, Відень) — австрійський поет романтик.

## Життєпис
Народився у родині чиновника. У 1807 році втратив батька, його мати вийшла повторно заміж (померла у 1829 році). Вчився на правника, проходив курси медицини у Відні та Братиславі, не закінчив курси. У 1831 році приїхав до Штутгарта, де познайомився з Людвігом Уландом, Густавом Швабом. У 1832 році виїхав до США. Повернувся у 1833 році. Проживав у Відні та Штутгарті. Невзаємно закохався у дружину друга. Згодом розвинулася душевна хвороба, 1844 року відправлений до лікарні психічнохворих, де він і помер.

## Творчість
Розпочав свою творчість у 1827 році, проте вірші писав ще в юнацтві. З Байроном та Леопарді належить до поетів «світової скорботи». Надихнув на створення та розробку образів Фауста та Дон Жуана.

## Роботи
- Der Unbeständige (1822)
- Polenlieder (1835)
- Фауст, поема (1836)
- Савонарола, поема (1837)
- In der Neujahrsnacht (1840)
- Die Albigenser, поема (1842)
- Waldlieder (1843)
- Blick in den Strom (1844)
- Eitel nichts! (1844)
- Дон Жуан, драматична поема (1844, не завершена)

## Визнання
У 1854 з'явилась біографія Ленау, написана його другом Людвігом Августом Франклом (перевид. 1885), у 1855 вийшло чотири томи збірок творів Н. Ленау, складені Анастазіусом Грюном, у 1891 Франкл видав щоденники та листи поета. Нині Ленау є найвидатнішим ліриком Австрії. Рідним містом Ленау вважається Штоккерау, де поблизу лісу поет любив перебувати. Його ім'ям названі вулиця та сквер у Відні.
Пісні на вірші Ленау писали Фелікс Мендельсон, Фанні Мендельсон, Роберт Шуман, Франц Ліст, Гуго Вольф, Ріхард Штраус, Арнольд Шонберг, Альбан Берг, Антон Рубінштейн, Микола Метнер, Чарлз Айвз, Роберт Франц та інші композитори.
За поемами Ленау Марсель Л'Ерб'є поставив фільм Дон Жуан та Фауст (1922). Життю Ленау присвячений роман Петера Хертлінга «Німбш» (1964).
Чотири строфи з вірша Ленау «Dein Bild» стали епіграфом до книги Б. Л. Пастернака «Сестра моя — жизнь».

## Український переклад
Український переклад поезії Ніколауса Ленау здійснив Павло Грабовський, опублікована у збірці «З чужого поля» в 1895 році.